# San Giovanni Lipioni
San Giovanni Lipioni es un pequeño pueblo situado en el extremo sur de la Provincia de Chieti en la región de Abruzzo en Italia, sobre un cerro a 545 metros de altura con vista al valle del Río Trigno. 
| San Giovanni Lipioni | Chieti, Abruzzo, Italia   |
| -------------------- | ------------------------- |
| Mayor                | Angelo Di Prospero        |
| Elevación            | 545 m                     |
| Area                 | 8.67 km²                  |
| Población            | 139 habitantes            |
| Gentilicio           | Sangiovannese             |
| Patrono              | St. Felice (21 de agosto) |

## Historia
El primer asentamiento en el pueblo presumiblemente se remonta a la época prerromana, cuando la zona estaba bajo el control de la población Samnites. La prueba de ello es una cabeza de bronce del Siglo III a. C. encontrada en la aldea en 1847 que actualmente se encuentra en la Biblioteca Nacional de Francia. 
A partir del siglo XIV, el pueblo estaba bajo la influencia del Reino de Nápoles a través de las familias Aragón y D'Avalos, de origen español, que mantenía las posesiones en la cercana ciudad costera de Vasto. El nombre Lipioni de hecho, se piensa que se deriva de los peones, refiriéndose a la actividad predominante de campesinado y la crianza de ovejas de los habitantes del pueblo. 
Posteriormente, hasta 1861 el pueblo estaba bajo control de la familia Caracciolo, siempre dentro del territorio del Reino de Nápoles. Entre las más importantes familias de la aldea está en la actualidad la familia Rossi, abogados y médicos, dueños de una importante y antigua casa histórica. El edificio ahora es el centro de un proceso judicial entre los herederos de la familia.

## Economía
El pueblo vive esencialmente de la agricultura. La mayoría de la población activa está empleada en el sector, y se orienta hacia la producción local y el consumo familiar. 
Principalmente se produce vino y aceite de oliva extravirgen, junto con el trigo, el maíz, cerezas, manzanas, nueces, almendras, alcachofas, tomates, y pimientos.

## Población
Después del fin de la Segunda Guerra Mundial, a causa de la extrema pobreza y alto desempleo, el pueblo sufrió una gran emigración hacia zonas más ricas del norte de Italia, especialmente a la ciudad de Bolonia, donde una comunidad vive hoy en día. Un pequeño número también emigraron a Bélgica, en la zona de Charleroi para trabajar en las minas de carbón, y a Francia donde posteriormente se asentaron. 
De alrededor de 900 personas en 1951, la población se redujo a la mitad en 1982 a 457, y bajó a 371 en 1991.
En 2001, el total de la población cayó a 271 habitantes y, a partir de 2006, los residentes estables son menos de 250, de los cuales la mitad supera los 65 años de edad.

## Territorio
El pueblo se encuentra a una altitud de 545 metros. Los picos más altos del territorio son el Colle Vernone (717 m) que domina el pueblo y la montaña Il Monte (693 m) enfrente. Hayas y robles son los árboles predominantes, junto con los pinos. Los olivos también abundan sobre el territorio, seguido de higueras, manzanos y cerezos. La vegetación incluye varios tipo de bayas silvestres y retamas en flor de color amarillo, a mediados de la primavera. La fauna característica son los jabalíes, zorros y búhos.
Los pueblos más cercanos son Torrebruna y Celenza sul Trigno a una distancia de 7 km cada una. El río Trigno que separa Molise de Abruzzo corre en el valle debajo de la aldea a 5,5 km.

## Qué ver
1. El centro histórico situado en la cima de la colina, con sus numerosas y antiguas casas de piedra (algunas restauradas), el laberinto de pequeños callejones, y la iglesia Santa Maria delle Grazie del siglo XVII, ubicada en la parte superior de un camino peatonal de 200 pasos a partir de la plaza principal de la Piazza del Popolo Largo. 
2. La histórica casa de la familia Rossi (Casa Madre), construida en 1650, hoy en día propiedad de la familia Rossi-Cianci. Actualmente, la casa se encuentra bajo restauración. 
3.La fuente histórica, antes propiedad de la Municipalidad, ahora propiedad de la familia Rossi-Cianci, comprada en 1960. 
4. La recientemente renovada capilla de Santa Liberata, a los pies del Colle Vernone, con zona de pícnic, rodeado de bonitas vistas de los campos de olivos y viñedos y las montañas alrededor. 
Cerca hay un imponente, alto y viejo roble llamado Quercia di Lozzi. 
5. La carretera asfaltada a Il Monte es un pintoresco y fácil sendero natural de 5 km, ofreciendo impresionantes vistas sobre el valle del río Trigno. En días claros, el mar Adriático se pueden observar en la distancia (29 km NE), así como la montaña Matese (47 km SO). Un descanso / zona de pícnic con una fuente de agua de manantial conocido como Fuente del Trocco se encuentra a mitad de camino.

## Tradiciones y Especialidades
El Día del Trabajo (1 de mayo), un colorido desfile se celebra en todas las calles del pueblo para celebrar Il Maje (El Mayo), un círculo en forma de bastón de madera cubierta con pequeños racimos de color rosa salvaje sotobosque violetas y otras flores de primavera y se transportan en el vanguardia del certamen, que se inicia en la iglesia poco después de las últimas horas de la mañana. Las flores son regaladas (puerta a puerta) a todas las familias de la aldea durante el desfile. Una banda toca a lo largo de la marcha, mientras puestos de alimentos y bebidas se exponen en las calles. 
A principios de agosto, cuando el pueblo cobra vida con los expatriados, los festivales nocturnos de comida (llamado Sagre) son comunes. Uno de ellos es el sagn 'app'zat (literalmente "sagnas cortado en trozos"), gruesas capas de pasta en bruto recién hechas, cortadas en cuadrados de 5cm x 5cm y se come con albahaca y salsa de tomate, extra - aceite de oliva virgen, y, en ocasiones, cubiertos con trozos de queso ricota y / o trozos de pimientos rojos picantes en rodajas. 
Cada segundo sábado de octubre, la fiesta de la comida scurpelle - bastón salado de 20 a 30 cm de longitud, frita en aceite de oliva y se come como tal, acompañado por una copa de vino tinto - se hace para celebrar Santa Liberata.
Vale la pena mencionar otra especialidad, también comunes a la mayoría de las aldeas en la zona sur de la provincia de Chieti, es el ventricina, una ronda por lo general en forma de embutidos de cerdo fresco finamente picado y mezclado con pedazos de manteca de cerdo, pimientos secos rojos de picante medio, hinojo semillas, y sal gruesa, por lo general preparados en los fríos días de enero (después de la primera nevada es tradición el sacrificio de un cerdo), y luego se cuelga del techo en un lugar seco normalmente 1 + meses hasta que esté listo para ser cortado en lonchas y servido con pan recién horneado como un aperitivo. Al mismo tiempo también se preparan la carne fresca de cerdo y salchichas de hígado de cerdo y diversas variedades de embutidos.

## Curiosidades
Los orígenes del goleador italiano en la Copa del Mundo 2006, Fabio Grosso, se puede encontrar en pueblo, donde su padre nació y se crio. Su apellido, junto con Rossi y Mónaco, es bastante común entre los habitantes.

## Evolución demográfica
| Gráfica de evolución demográfica de San Giovanni Lipioni entre 1861 y 2011 |
|                                                                            |
| Fuente ISTAT - elaboración gráfica de Wikipedia                            |